# Кулемборг
Кулемборг (нидерл. Culemborg, МФА: [ˈkyləmˌbɔrχ]) — город и община в Нидерландах.

## География и экономика
Город Кулемборг расположен на крайнем западе провинции Гелдерланд, на реке Лек, между городами Утрехт и Хертогенбос. В городе находятся несколько промышленных предприятий по производству металлических изделий, стройматериалов и мебели. Немаловажное значение имеет также туристический бизнес. В Кулемборге также расположено правление фонда Centraal Boekhuis, являющегося главным распространителем литературы на нидерландском языке на всех территориях, где на нём говорят (то есть, в том числе и в Бельгии). Организация отвечает также за присвоение международного книжного идентификатора (ISDN) книгам на нидерландском языке. На реке Лек находится яхт-порт.

## История
Кулемборг появился в XII столетии как небольшая деревня в дюнах близ реки Лек. 6 декабря 1318 года он получил городское право. Был «свободным городом», то есть предоставлял право защиты преследуемым, в том числе и преступникам и несостоятельным должникам, и не выдавал их.
В XIV столетии в Кулемборге строится замок, разрушенный в 1672 году французскими войсками. В начале XVI века сеньора Екатерина, феодальная владелица города, строит здесь новую ратушу.
В 1520 году император Священной Римской империи Карл V превращает Кулемборг в графство. Одним из графов Кулемборга был Флорис ван Палландт, кальвинист, первым в Нидерландах в своих владениях, в 1566 году, разрешивший проведение некатолической религиозной службы.
В 1619 году в Кулемборге родился Ян ван Рибек, основатель голландской Капской колонии в Южной Африке.
В 1639 году графство переходит во владение немецкому аристократическому роду Вальдек-Пирмонт, в 1719 году — к роду Саксен-Хильдбургхаузен, в 1748 году оно было продано герцогству Гельдерн.
В 1798 году графство Кулемборг вошло в состав Нидерландов, и с тех пор титул графов Кулемборг носят нидерландские монархи.